# Cameraria nemoris
Cameraria nemoris är en fjärilsart som först beskrevs av Walsingham 1889.  Cameraria nemoris ingår i släktet Cameraria och familjen styltmalar. Inga underarter finns listade i Catalogue of Life.